# Mastacembelus praensis
Mastacembelus praensis és una espècie de peix pertanyent a la família dels mastacembèlids.

## Descripció
- Fa 35,3 cm de llargària màxima.[5]

## Hàbitat
És un peix d'aigua dolça, bentopelàgic i de clima tropical.

## Distribució geogràfica
Es troba a Àfrica: els afluents superiors del riu Pra (Ghana).

## Observacions
És inofensiu per als humans.